# Плакс, Дмитрий
Дмитрий Плакс (бел. Дзмітрый Плакс; род. 12 июня 1970, Минск) — белорусский и шведский режиссёр, переводчик, поэт, писатель и журналист.

## Биография
Родился 12 июня 1970 года в Минске, Белорусская ССР.
Участник арт-группы «Белорусский климат», созданной в 1987 году. С 1992 года сотрудничал с «Белорусской деловой газетой». С 1994 года - с газетой «Имя», здесь вёл авторскую рубрику «Плачу», рисовал карикатуры. В 1997 году переехал на постоянное место жительство в Стокгольм (Швеция).
С 1999 года работает на Шведском радио. Осенью 2004 года основал белорусскую службу на международном канале Шведского радио - «Радио Швеции», и возглавлял её до закрытия службы осенью 2009 года.
В 2009-2010 годах был продюсером, ведущим программ Русской службы «Радио Швеция». С 2010 года — продюсер, драматург Радиотеатра Шведского радио.
Член Шведского ПЕН-центра, Союза писателей Швеции, Союза писателей Беларуси. Пишет на шведском, белорусском и русском языках.

## Семья
С 2021 года женат на журналистке и писательнице Лизе Александровой-Зориной; у них есть ребёнок

### Книги
- Дневник Сая Твомбли. — СПб-Мн.: «Вита Нова»-«Новые мехи», 2001.
- Нагревать. — СПб: «Невский простор», 2004.
- Cy Twomblys dagbok. — Stockholm: OEI Editör, 2006.
- Тридцать текстов: (сборник стихов). — Мн.: Мэдисон, 2009.
- OM. — Stockholm: Ruin förlag, 2009.
- re citat iver. — Stockholm: Ersatz, 2011.
- Если бы я был. — 2011.

### Антологии
- Poeter mot krig. — Malmö: Yelah förlag, 2003.
- TEXST. — Stockholm: Konstfack, 2004.
- Знаки препинания. — Мн.: «Новые мехи», 2005.

### Переводы
- Daniil Charms, «Den fyrbenta kråkan» (Malmö: Rámus förlag, 2005)
- Barys Pjatrovitj, «Fresker» (Malmö: Rámus förlag, 2008)
- Астрыд Ліндгрэн, «Піпі Доўгаяпанчоха» (Мінск: Зміцер Колас, 2008)
- Катарына Фростэнсан, «Чыстая краіна» (Мінск: Медысонт, 2011)
- Barys Pjatrovitj, «Torget» (Malmö: Rámus förlag, 2011)
- Andrej Chadanovitj, «Fria verser» (Stockholm: Ersatz, 2011)

Также переводил на белорусский язык отдельные стихотворения Т. Транстромера.

### Пьесы
- «Барух Эмануэль» (Национальный театр им. Я. Купалы, постановка Натали Ринглер, Минск, 2003 г.)
- «Kuppen» (Радиотеатр Шведского радио, постановка Людвига Йозефсона, Стокгольм, 2011 г.)
- «Anne Frank och konduktören» (Радиотеатр Шведского радио, режиссер Мари Веннерстен / Marie Wennersten, Стокгольм, 2011 г.)

### Проекты
- «Фотохоку» (совместно с Игорем «Митько» Корзуном), Музей современного изобразительного искусства, Минск; Культурный центр Инконст, Мальмё (2004-2008 гг.)
- «Schackspel» (совместно с Магнусом Бертасом), Музей современного искусства, Лейпциг; Национальный историко-культурный музей, Полоцк; Музей современного изобразительного искусства, Минск (2005-2007)
- «Видеодневник» (совместно с Нильсом Класаном), Музей истории белорусского кино, Минск; Центр современного искусства, Киев; Муниципальная художественная галерея, Харьков; Галерея «Диндра», г. Львов; Галерея Tegen 2, Стокгольм (2006-2008)
- "Препятствия и давления": текст - Дмитрий Плакс; музыка Филиппа Чмыря. («Будем белорусами», Минск, 2011 г.)